# Muayyed Nureddin
Muayyed Nureddin (مؤيد نورالدين en arabe) est un géologue canado-irakien qui a été détenu en Syrie pendant un mois à partir de décembre 2003. Une enquête interne du gouvernement du Canada a conclu que cette détention a résulté indirectement d'actions de responsables canadiens du Service canadien du renseignement de sécurité (SCRS) et de la Gendarmerie royale du Canada (GRC) qui ont partagé de l'information au sujet de Muayyed Nureddin à des organismes étrangers.

## Détention
En décembre 2003, Muayyed Nureddin se rendit en Syrie à partir de l'Irak, d'où il est originaire et a été en visite pendant deux mois, en route vers Toronto au Canada. Au moment de son arrivée à la frontière, il a été arrêté par les autorités syriennes. Il a été détenu en Syrie pendant 33 jours durant lesquels il a été sujet à de la maltraitance et des conditions inhumaines. En janvier 2004, il est revenu au Canada. Il n'a fait l'objet d'aucune accusation.
Une commission d'enquête interne du gouvernement du Canada a été menée par Frank Iacobucci pour examiner les actions des responsables canadiens par rapport à la détention de Muayyed Nureddin en Syrie. Le commissaire de l'enquête a conclu que cette détention est indirectement causée par des actions de responsables canadiens du Service canadien du renseignement de sécurité et de la Gendarmerie royale du Canada qui ont partagé de l'information à son sujet, dont son itinéraire de voyage, avec des organismes étrangers. De plus, l'enquête conclut que les sévices qu'il a subis durant sa détention en Syrie constituent de la torture au sens de la Convention contre la torture et autres peines ou traitements cruels, inhumains ou dégradants des Nations unies, dont le Canada est partie. Elle conclut également que l'information partagée est vraisemblablement une cause indirecte des sévices subis.